# Karl Heinz Götze (Germanist)
Karl Heinz Götze, auch Karl-Heinz (geboren 18. September 1947 in Hofgeismar) ist ein deutscher Germanist.

## Leben
Götze studierte nach dem Abitur in Hofgeismar ab 1966 Germanistik, Politologie, Erziehungswissenschaft und Philosophie an der Universität Marburg und arbeitete dort nach dem ersten Staatsexamen als wissenschaftlicher Assistent. Von 1974 bis 1981 war er Redakteur der Zeitschrift Das Argument. 1979 promovierte er in Marburg über Grundpositionen der Literaturgeschichtsschreibung im deutschen Vormärz bei Jörg Jochen Berns.
Ab 1980 arbeitete er als Lektor an der Faculté des Lettres et des Sciences Humaines, Section d’Allemand, der Universität Nizza und publizierte in verschiedenen deutsche Zeitungen und bei Rundfunkanstalten.  1989 wurde er an der Universität Bremen habilitiert und war bis 1992 Gastprofessor  für Germanistik an der Universität Besançon und bis 1998 Gastprofessor in Aix-en-Provence. 1997 wurde er in Frankreich an der Universität Montpellier habilitiert. Seit 1998 ist er ordentlicher Professor für deutsche Literatur, Landeskunde und Ideengeschichte an der Universität der Provence Aix-Marseille I.
Götze hat Bücher über die Geschichte der Germanistik, über die Autoren Heinrich Böll, Wolfgang Koeppen und Peter Weiss, über das heutige Frankreich und über die französische Küche veröffentlicht.

## Schriften (Auswahl)
- Was aus der Heimat wurde, während ich lange weg war. Eine Rückkehr nach Deutschland. S. Fischer, Frankfurt am Main 2017, ISBN 978-3-10-002488-6 (Im Mittelpunkt steht Götzes Geburtsstadt Hofgeismar).
- Süßes Frankreich? Mythen des französischen Alltags. S. Fischer, Frankfurt am Main 2010, ISBN 978-3-10-026530-2.
- Immer Paris. Mit Photographien des Autors. Siedler, Berlin 2002, ISBN 3-88680-667-7.
- Les chefs. Die großen französischen Köche des 20. Jahrhunderts. S. Fischer, Frankfurt am Main 1999, ISBN 3-10-026522-X.
- Poetik des Abgrunds und Kunst des Widerstands. Grundmuster der Bildwelt von Peter Weiss. Westdeutscher Verlag, Opladen 1995, ISBN 3-531-12554-0.
- Französische Affairen. Ansichten von Frankreich. S. Fischer, Frankfurt am Main 1993, ISBN 3-10-026521-1 (zuletzt: (= Fischer-Taschenbücher. 12475). Fischer-Taschenbuch-Verlag, Frankfurt am Main 1995, ISBN 3-596-12475-1).
- Heinrich Böll. „Ansichten eines Clowns“ (= Text und Geschichte. Modellanalysen zur deutschen Literatur. (18) = UTB. 1368). Fink, München 1985, ISBN 3-7705-2291-5.
- Wolfgang Koeppen. „Das Treibhaus“ (= Text und Geschichte. Modellanalysen zur deutschen Literatur. (8) = UTB. 1347). Fink, München 1985, ISBN 3-7705-2261-3.
- mit Peter Seidler: Côte d’Azur (= dtv. 3727. dtv-Merian-Reiseführer.). Dt. Taschenbuch-Verl, München 1985, ISBN 3-423-03727-X.
- Grundpositionen der Literaturgeschichtsschreibung im Vormärz (= Europäische Hochschulschriften. Reihe 1: Deutsche Sprache und Literatur. 343). Lang, Frankfurt am Main 1980, ISBN 3-8204-6705-X (Zugleich: Marburg, Philipps-Universität, Dissertation, 1979).